# Região Geográfica Imediata de Abaetetuba
A Região Geográfica Imediata de Abaetetuba é uma das 21 regiões imediatas do estado brasileiro do Pará, uma das 3 regiões imediatas que compõem a Região Geográfica Intermediária de Belém e uma das 509 regiões imediatas no Brasil, criadas pelo IBGE em 2017. É composta de 4 municípios.

## Municípios
A Região Geográfica de Abaetetuba é composta por 4 municípios:
| Região geográfica imediata               | Municípios                                    | População Estimativa 2018 | Área (km²) |
| ---------------------------------------- | --------------------------------------------- | ------------------------- | ---------- |
| Região Geográfica Imediata de Abaetetuba | Abaetetuba (sede) Igarapé-Miri Moju Tailândia | 403 299                   | 17 131,555 |